# 富兰克林桥 (内布拉斯加州)
富兰克林桥（英語：Franklin Bridge）是美国內布拉斯加州富蘭克林縣的一座公路桁架桥，跨过里帕布利肯河，建于1932年，1992年列入美国國家史蹟名錄。